# Some Thoughts Concerning Education

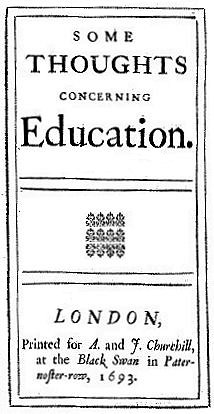
Página de rosto da primeira edição de Alguns pensamentos sobre educação de Locke (1693)

Some Thoughts Concerning Education é um tratado de 1693 sobre a educação de cavalheiros escrito pelo filósofo inglês John Locke. Por mais de um século, foi a obra filosófica mais importante sobre educação na Inglaterra. Foi traduzido para quase todas as principais línguas escritas europeias durante o século XVIII, e quase todos os escritores europeus sobre educação depois de Locke, incluindo Jean-Jacques Rousseau, reconheceram sua influência.
Em seu Essay Concerning Human Understanding (1690), Locke delineou uma nova teoria da mente, afirmando que a mente do cavalheiro era uma tabula rasa ou "lousa em branco"; isto é, não continha nenhuma ideia inata. Some Thoughts Concerning Education explica como educar essa mente usando três métodos distintos: o desenvolvimento de um corpo saudável; a formação de um caráter virtuoso; e a escolha de um currículo acadêmico adequado.
Locke escreveu as cartas que eventualmente se tornariam Alguns Pensamentos para um amigo aristocrático, mas seu conselho tinha um apelo mais amplo, pois seus princípios educacionais sugeriam que qualquer pessoa poderia adquirir o mesmo tipo de caráter que os aristocratas para os quais Locke originalmente pretendia o trabalho.

## Teoria pedagógica
Das principais afirmações de Locke no Essay Concerning Human Understanding e Some Thoughts Concerning Education, duas desempenharam um papel determinante na teoria educacional do século XVIII. A primeira é que a educação faz o homem; como Locke escreve na abertura de seu tratado: "Acho que posso dizer que, de todos os homens que encontramos, nove partes de dez são o que são, bons ou maus, úteis ou não, por sua educação". Ao fazer essa afirmação, Locke estava argumentando contra tanto a visão agostiniana do homem, que fundamenta sua concepção de humanidade no pecado original, quanto a posição cartesiana, que sustenta que o homem conhece inatamente proposições lógicas básicas. Em seu Essay Locke postula uma mente "vazia" - uma tabula rasa - que é "preenchida" pela experiência. Ao descrever a mente nesses termos, Locke baseou-se no Theatetus de Platão, que sugere que a mente é como uma "tábua de cera". Embora Locke defendesse vigorosamente a teoria da mente da tabula rasa, ele acreditava em talentos e interesses inatos. Por exemplo, ele aconselha os pais a observar seus filhos cuidadosamente para descobrir suas "aptidões" e nutrir os próprios interesses de seus filhos, em vez de forçá-los a participar de atividades que não gostam – “ele, portanto, que se trata de crianças deve estudar bem suas naturezas e aptidões e ver, por muitas vezes, que rumo elas tomam facilmente e o que se torna elas, observar qual é sua linhagem nativa, como pode ser melhorada e o que é adequado".
Locke também discute uma teoria do eu. Ele escreve: "as pequenas e quase insensíveis impressões em nossas tenras infâncias têm consequências muito importantes e duradouras". Ou seja, as "associações de ideias" feitas quando jovens são mais significativas do que aquelas feitas quando maduros porque são a base do eu - elas marcam a tabula rasa. No Essay, no qual ele introduz pela primeira vez a teoria da associação de ideias, Locke adverte contra deixar "uma donzela tola" convencer uma criança de que "goblins e duendes" estão associados à escuridão, pois "a escuridão sempre trará consigo essas ideias assustadoras, e elas serão tão unidas, que ele não pode mais suportar uma do que a outra”.
A ênfase de Locke no papel da experiência na formação da mente e sua preocupação com falsas associações de ideias levaram muitos a caracterizar sua teoria da mente como passiva em vez de ativa, mas como Nicholas Jolley, em sua introdução à teoria filosófica de Locke, aponta fora, este é "um dos equívocos mais curiosos sobre Locke". Como tanto ele quanto Tarcov destacam, os escritos de Locke estão repletos de diretrizes para buscar conhecimento ativamente e refletir sobre a opinião recebida; na verdade, essa era a essência do desafio de Locke ao inatismo.

### Virtude e razão

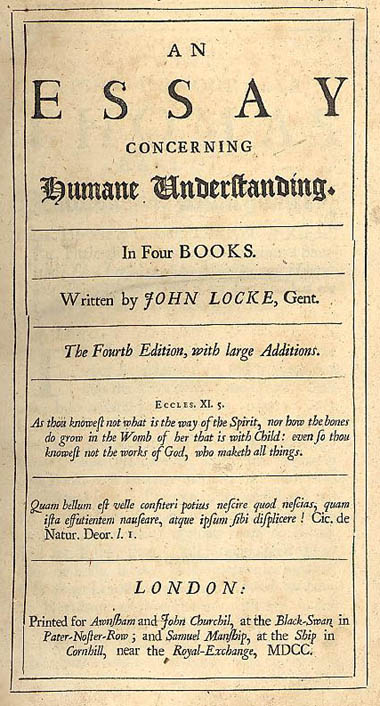
Página de rosto da quarta edição do Essay Concerning Human Understanding

Locke dedica a maior parte de Some Thoughts Concerning Education a explicar como incutir virtude nas crianças. Ele define a virtude como uma combinação de abnegação e racionalidade: "que um homem seja capaz de negar a si mesmo seus próprios desejos, cruzar suas próprias inclinações e seguir puramente o que a razão dirige como melhor, embora o apetite se incline para o outro lado" (Locke's ênfase). Os futuros adultos virtuosos devem ser capazes não apenas de praticar a abnegação, mas também de ver o caminho racional. Locke estava convencido de que as crianças podiam raciocinar cedo na vida e que os pais deveriam tratá-las como seres racionais. Além disso, defende que os pais devem, acima de tudo, tentar criar um "hábito" de pensar racionalmente em seus filhos. Locke enfatiza continuamente o hábito sobre a regra – as crianças devem internalizar o hábito de raciocinar em vez de memorizar um conjunto complexo de proibições. Esse foco na racionalidade e no hábito corresponde a duas das preocupações de Locke no Ensaio sobre o entendimento humano. Ao longo do Ensaio, Locke lamenta a irracionalidade da maioria e sua incapacidade, por causa da autoridade do costume, de mudar ou abandonar crenças antigas. Sua tentativa de resolver esse problema não é apenas tratar as crianças como seres racionais, mas também criar um sistema disciplinar baseado na estima e na desgraça, e não em recompensas e punições. Para Locke, recompensas como doces e punições como espancamentos transformam as crianças em sensualistas em vez de racionalistas; tais sensações despertam paixões em vez de razão. Ele argumenta que "tal tipo de disciplina servil torna um temperamento servil " (grifo de Locke).
O que é importante entender é o que exatamente Locke quer dizer quando aconselha os pais a tratarem seus filhos como seres racionais. Locke primeiro destaca que as crianças "amam ser tratadas como Criaturas Racionais", portanto, os pais devem tratá-las como tal. Tarcov argumenta que isso sugere que as crianças podem ser consideradas racionais apenas na medida em que respondem ao desejo de serem tratadas como criaturas racionais e que são "motivadas apenas [por] recompensas e punições" para atingir esse objetivo.
Em última análise, Locke quer que as crianças se tornem adultos o mais rápido possível. Como ele argumenta em Some Thoughts, "a única barreira contra o mundo é um conhecimento completo dele, no qual um jovem cavalheiro deve entrar gradualmente, conforme ele puder suportar, e quanto mais cedo, melhor". No Second Treatise on Government (1689), ele afirma que é dever dos pais educar seus filhos e agir por eles porque os filhos, embora tenham a capacidade de raciocinar quando jovens, não o fazem de forma consistente e são, portanto, geralmente irracionais; é obrigação dos pais ensinar seus filhos a se tornarem adultos racionais para que não fiquem sempre presos aos laços paternos.

### Currículo acadêmico
Locke não dedica muito espaço em Some Thoughts Concerning Education para delinear um currículo específico; ele está mais preocupado em convencer seus leitores de que a educação é sobre incutir virtude e o que os educadores ocidentais agora chamariam de habilidades de pensamento crítico. Locke sustenta que os pais ou professores devem primeiro ensinar as crianças a aprender e a gostar de aprender. Como ele escreve, o instrutor "deve lembrar que seu negócio não é tanto ensinar [à criança] tudo o que é cognoscível, mas aumentar nele o amor e a estima pelo conhecimento; e colocá-lo na maneira correta de conhecer e melhorando a si mesmo". Mas Locke oferece algumas dicas sobre o que ele acha que um currículo valioso pode ser. Ele deplora as longas horas desperdiçadas no aprendizado do latim e argumenta que as crianças devem primeiro ser ensinadas a falar e escrever bem em sua língua nativa, particularmente recomendando Aesop's Fables. A maioria das recomendações de Locke são baseadas em um princípio similar de utilidade. Assim, por exemplo, ele afirma que as crianças deveriam ser ensinadas a desenhar porque seria útil para elas em suas viagens ao exterior (para registrar os locais que visitam), mas poesia e música, diz ele, são perda de tempo. Locke também esteve na vanguarda da revolução científica e defendeu o ensino de geografia, astronomia e anatomia. As recomendações curriculares de Locke refletem a ruptura com o humanismo escolástico e o surgimento de um novo tipo de educação – uma que enfatiza não apenas a ciência, mas também a formação profissional prática. Locke também recomendou, por exemplo, que toda criança (do sexo masculino) aprenda um ofício. As sugestões pedagógicas de Locke marcaram o início de um novo ethos burguês que viria a definir a Grã- Bretanha nos séculos XVIII e XIX.